# Arco (Idaho)
Arco – miasto w Stanach Zjednoczonych, w stanie Idaho, siedziba administracyjna hrabstwa Butte.

## Ciekawostka
Jako pierwsze na świecie miasto, zostało oświetlone dzięki energii pochodzącej z elektrowni atomowej.